# Muguraș Constantinescu
Albumița-Muguraș Constantinescu, född 8 mars 1952, är en rumänsk översättningsvetare specialiserad på fransk litteraturvetenskap. Hon är professor i franska vid Institutionen för utländska språk och litteraturer vid Universitetet i Suceava "Ștefan cel Mare". Hon har framförallt intresserat sig för litterär översättning, till exempel nyöversättningar, översättning av barn- och ungdomslitteratur och då främst från franska. Hon har även tagit sig an den rumänska översättningshistorien. Muguraș Constantinescu är även översättare och essäist.

## Biografi
Muguraș Constantinescu (född Brinzei) tog sin studentexamen 1971 på samhällsvetenskapliga programmet vid gymnasiet Dragoș Vodă i Câmpulung Moldovenesc. Direkt därefter påbörjade hon sina universitetsstudier vid Universitet Al. I. Cuza i Iaşi där hon 1976 tog en kandidatexamen med en specialisering i franska och rumänska. Efter kandidatexamen arbetade under hon femton år som högstadie- och gymnasielärare i franska på ett antal skolor i Suceava. 1991 anställdes hon som biträdande lektor i franska vid Universitetet i Suceava "Ștefan cel Mare". Samma år påbörjade hon även sin forskarutbildning i franska vid Humanistiska fakulteten vid Bukarests universitet under handledning av professor Paul Miclău. 1995 disputerade hon på en avhandling med titeln Séquences et sens global dans les contes de Perrault i vilken hon undersökte berättarstrukturer i Charles Perrault sagor. Efter disputationen tillbringade hon ett år som post doc-forskare vid Universitetet i Savoie Chambéry i Frankrike som ledde fram till publiceringen av Imaginaire du conte. Därefter återvände hon till Suceava, där hon 1998 befordrades till lektor och sedan 2003 till professor.
Muguraș Constantinescu har handlett ett tjugotal doktorander. Hon är sedan 2004 huvudredaktör för den vetenskapliga tidskriften  Atelier de traduction, som grundades av den legendariska översättaren och översättningsteoretikern Irina Mavrodin. Många nummer innehåller en transkriberad intervju där hon samtalar med en framstående översättningsforskare, till exempel Charles Le Blanc, Jean Delisle och Jean-René Ladmiral. Muguraș Constantinescu är en väldigt internationell forskare och deltar regelbundet vid konferenser utomlands. Hon har även organiserat ett stort antal vetenskapliga konferenser och kollokvier, i vilka internationellt erkända forskare deltagit, till exempel Michel Ballard, Lance Hewson och Marc Charrron.
Muguraș Constantinescu har erhållit ett antal priser för sitt vetenskapliga och pedagogiska arbete, samt för det främjande av fransk kultur som hennes arbete lett fram till. 2008 förärades hon den franska förtjänstorden Akademiska palmen.

## Forskning
Muguraș Constantinescu har drivit fyra större forskningsprojekt:
- 2005-2006 Le personnage de la fillette dans la littérature francophone (Flickan som romanfigur i franskspråkig litteratur), i vilket forskare från Rumäninen, Frankrike, Grekland och Algeriet deltog.
- 2009-2011 La traduction en tant que dialogue interculturel (Översättning som interkulturell dialog)
- 2012-2014 Traduction culturelle et littérature(s) francophone : histoire, réception et critique des traductions (Kulturell översättning och franskspråkig(a) litteratur(er): historik, reception och översättningskritik
- 2019- Une histoire des traductions en langue roumaine –XVIe-XXe siècles (Den rumänska översättningshistorien 1500-1900)

## Publikationer (i urval)

### Monografier
- Poveștile lui Perrault – Discurs narativ și simbolistică, Editura Universității Suceava 1997, ISBN 973-97787-4-7, 264 s.
- Imaginaire du conte, förord av Jean Burgos, Editura Universității Suceava, 1998, ISBN 973-9838944, 220 s.
- Imaginaire du conte (andra och utökade utgåvan), förord av Jean Burgos, Editura Universității Suceava, 2002, ISBN 973-8293-49-9, 272 s.
- Pratique de la traduction, förord av Irina Mavrodin, Editura Universității Suceava, 2002, ISBN 973-8293-67-7, 456 s.
- La traduction entre pratique et théorie, förord av Irina Mavrodin, Editura Universității Suceava, 2005, ISBN 973-666-163-6, 316 s.
- Les Contes de Perrault en palimpseste, Editura Universității Suceava, 2006, ISBN 973-666-186-5, 352 s.
- Critique des traductions. Repères théoriques et pratiques, Muguraş Constantinescu, Raluca-Nicoleta Balaţchi (ed.), Casa Cărții de Știință, 2014, ISBN 978-606-17-0570-2, 340 p.
- Pour une lecture critique des traductions - réflexions et pratiques, L`Harmattan, Paris, 2013, ISBN 978-2-336-00945-2, 284 s.
- Lire et traduire la littérature de jeunesse, Des contes de Perrault aux textes ludiques contemporains, förord av Jean Perrot, Peter Lang, Bryssel, 2013, ISBN 978-2-87574018-2, 218 s.
- La traduction sous la loupe – lectures critiques des textes traduits, förord av Lance Hewson, Peter Lang, Bryssel, 2017, ISBN 978-2-8076-0277-9, 227 s.

### Redaktörskap
- Poétique de la Tradition, Presses Universitaires Blaise Pascal, Clermont-Ferrand, 2006, ISBN 2-84516-316-9.
- Les funambules de l`affection. Maitres et disciples, (tillsammans med Valérie Deshoulières), Presses Universitaires Blaise Pascal, Clermont-Ferrand, 2009, ISBN 978-2-84516-416-1.
- Du local à l’universel. Espaces imaginaires et identités dans la littérature d’enfance, Editura Universității Suceava, 2007.
- Ogres et sorcières – mythologies et réécritures, Editura Universității Suceava, 2008.
- Panaït Istrati – sous le signe de la relecture, (tillsammans med Elena-Brândușa Steiciuc och Cristina Hetriuc), Editura Universității Suceava, 2008, ISBN 978-973-666-297-3.
- Histoire, critique, théories de la traduction, (tillsammans med Anca Andreea (Brăescu) Chetrariu), Editura Universității Stefan cel Mare, 2015, Suceava, ISBN 978-973-666-454-0, 243 p.
- La traduction du langage religieux (I, II), in Atelier de traduction No. 9, 10, Editura Universității Suceava, 2008, ISSN 1584-1804, p. 228.
- Traduction et francophonie, (tillsammans med andra), Editura Mușatinii, 2011, ISBN 978-973-1974-63-7, 310.
- Identité, diversité et visibilité culturelles - dans la traduction du discours littéraire francophone (I, II) (tillsammans med andra) in Atelier de traduction no 11 et 12, Editura Universității Suceava, 2009, ISSN 1584-1804, p. 279.
- La traduction de la dimension culturelle (I, II) (tillsammans med andra) in Atelier de traduction No. 21-22, Editura Universității Suceava, 2014, ISSN 1584-1804.
- Atelier de traduction nr. 25, Histoire, critique, théories de la traduction, III, (tillsammans med Daniela Hăisan), ISBN 978-973-666-454-0, 243 p.
- Atelier de traduction nr. 26 Dossier „La traduction face à la complexité culturelle” (tillsammans med Anca Andreea (Brăescu) Chetrariu) Editura Universității Ștefan cel Mare, Suceava, 2016 ISBN 978-973-666-454-0, p.225.